# Закон і порядок (фільм, 1932)
«Закон і порядок» (англ. Law and Order) — американський вестерн режисера Едварда Л. Кана 1932 року.

## Сюжет
Судовий пристав вирушає разом з трьома своїми вірними друзями на захід, в містечко Томбстоун, щоб навести там порядок і прищепити його мешканцям повагу до закону.

## У ролях
- Волтер Г'юстон — Фрам «Санкт» Джонсон
- Гаррі Кері — Ед Брандт
- Расселл Гоптон — Лютер Джонсон
- Реймонд Гаттон — Дідвуд
- Ральф Інс — Пой Нортрап
- Гаррі Вудс — Вельт Нортрап
- Річард Александр — Курт Нортрап
- Расселл Сімпсон — суддя Р. В. Вільямс
- Енді Дівайн — Джонні Кінсман